# Red Hot Chili Peppers/Diskografie
Diese Diskografie ist eine Übersicht über die musikalischen Werke der US-amerikanischen Rockband Red Hot Chili Peppers. Den Quellenangaben und Schallplattenauszeichnungen zufolge hat sie bisher mehr als 127 Millionen Tonträger verkauft, womit sie zu den erfolgreichsten Bands aller Zeiten gehört. Allein in ihrer Heimat verkaufte sie über 73,9 Millionen Tonträger. Ihre erfolgreichste Veröffentlichung ist das fünfte Studioalbum Californication mit mehr als 15,1 Millionen Verkäufen. In Deutschland konnte die Gruppe bisher über 4,5 Millionen Tonträger vertreiben, wobei die Alben Californication und By the Way mit jeweils mehr als 750.000 verkauften Einheiten die erfolgreichsten Veröffentlichungen sind.

## Alben

### Studioalben
| Jahr | Titel Musiklabel                                       | Höchstplatzierung, Gesamtwochen, AuszeichnungChartplatzierungen (Jahr, Titel, Musiklabel, Platzierungen, Wochen, Auszeichnungen, Anmerkungen) | Höchstplatzierung, Gesamtwochen, AuszeichnungChartplatzierungen (Jahr, Titel, Musiklabel, Platzierungen, Wochen, Auszeichnungen, Anmerkungen) | Höchstplatzierung, Gesamtwochen, AuszeichnungChartplatzierungen (Jahr, Titel, Musiklabel, Platzierungen, Wochen, Auszeichnungen, Anmerkungen) | Höchstplatzierung, Gesamtwochen, AuszeichnungChartplatzierungen (Jahr, Titel, Musiklabel, Platzierungen, Wochen, Auszeichnungen, Anmerkungen) | Höchstplatzierung, Gesamtwochen, AuszeichnungChartplatzierungen (Jahr, Titel, Musiklabel, Platzierungen, Wochen, Auszeichnungen, Anmerkungen) | Anmerkungen                                                     |
| Jahr | Titel Musiklabel                                       | DE | AT | CH | UK | US | Anmerkungen                                                     |
| ---- | ------------------------------------------------------ | --- | --- | --- | --- | --- | --------------------------------------------------------------- |
| 1984 | The Red Hot Chili Peppers Capitol Records (EMI)        | — | — | — | — | — | Erstveröffentlichung: 10. August 1984                           |
| 1985 | Freaky Styley Capitol Records (EMI)                    | — | — | — | UK— SilberUK | — | Erstveröffentlichung: 16. August 1985 Verkäufe: + 60.000        |
| 1987 | The Uplift Mofo Party Plan Manhattan Records (EMI)     | — | — | — | — | US148 Gold · (18 Wo.)US | Erstveröffentlichung: 29. September 1987 Verkäufe: + 500.000    |
| 1989 | Mother’s Milk Capitol Records (EMI)                    | — | — | — | UK— SilberUK | US52 Platin · (42 Wo.)US | Erstveröffentlichung: 4. August 1989 Verkäufe: + 1.100.000      |
| 1991 | Blood Sugar Sex Magik Warner Bros. Records (WMG)       | DE12 Platin · (48 Wo.)DE | AT17 Gold · (16 Wo.)AT | CH10 (39 Wo.)CH | UK25 ×3Dreifachplatin · (121 Wo.)UK | US3 ×7Siebenfachplatin · (97 Wo.)US | Erstveröffentlichung: 20. September 1991 Verkäufe: + 15.000.000 |
| 1995 | One Hot Minute Warner Bros. Records (WMG)              | DE3 (20 Wo.)DE | AT4 Gold · (11 Wo.)AT | CH2 Gold · (23 Wo.)CH | UK2 Gold · (16 Wo.)UK | US4 ×2Doppelplatin · (46 Wo.)US | Erstveröffentlichung: 8. September 1995 Verkäufe: + 3.670.000   |
| 1999 | Californication Warner Bros. Records (WMG)             | DE2 ×3Dreifachgold · (… Wo.)DE | AT2 ×2Doppelplatin · (128 Wo.)AT | CH3 ×2Doppelplatin · (127 Wo.)CH | UK5 ×5Fünffachplatin · (169 Wo.)UK | US3 ×8Achtfachplatin · (104 Wo.)US | Erstveröffentlichung: 7. Juni 1999 Verkäufe: + 15.123.365       |
| 2002 | By the Way Warner Bros. Records (WMG)                  | DE1 ×5Fünffachgold · (52 Wo.)DE | AT1 Platin · (20 Wo.)AT | CH1 ×2Doppelplatin · (51 Wo.)CH | UK1 ×7Siebenfachplatin · (84 Wo.)UK | US2 ×2Doppelplatin · (60 Wo.)US | Erstveröffentlichung: 8. Juli 2002 Verkäufe: + 7.171.500        |
| 2006 | Stadium Arcadium Warner Bros. Records (WMG)            | DE1 ×3Dreifachplatin · (70 Wo.)DE | AT1 Platin · (68 Wo.)AT | CH1 ×2Doppelplatin · (62 Wo.)CH | UK1 ×3Dreifachplatin · (44 Wo.)UK | US1 ×4Vierfachplatin · (66 Wo.)US | Erstveröffentlichung: 5. Mai 2006 Verkäufe: + 7.546.159         |
| 2011 | I’m with You Warner Bros. Records (WMG)                | DE1 Platin · (22 Wo.)DE | AT2 Gold · (15 Wo.)AT | CH1 Platin · (24 Wo.)CH | UK1 Gold · (18 Wo.)UK | US2 Gold · (27 Wo.)US | Erstveröffentlichung: 26. August 2011 Verkäufe: + 1.507.655     |
| 2016 | The Getaway Warner Bros. Records (WMG)                 | DE2 Gold · (24 Wo.)DE | AT1 Gold · (15 Wo.)AT | CH1 Gold · (30 Wo.)CH | UK2 Gold · (22 Wo.)UK | US2 Gold · (37 Wo.)US | Erstveröffentlichung: 17. Juni 2016 Verkäufe: + 989.500         |
| 2022 | Unlimited Love Warner Bros. Records (WMG)              | DE1 (18 Wo.)DE | AT1 (12 Wo.)AT | CH1 (13 Wo.)CH | UK1 Silber · (6 Wo.)UK | US1 (6 Wo.)US | Erstveröffentlichung: 1. April 2022 Verkäufe: + 231.682         |
| 2022 | Return of the Dream Canteen Warner Bros. Records (WMG) | DE1 (10 Wo.)DE | AT1 (4 Wo.)AT | CH1 (4 Wo.)CH | UK2 (3 Wo.)UK | US3 (2 Wo.)US | Erstveröffentlichung: 14. Oktober 2022                          |

### Livealben
| Jahr | Titel Musiklabel                             | Höchstplatzierung, Gesamtwochen, AuszeichnungChartplatzierungen (Jahr, Titel, Musiklabel, Platzierungen, Wochen, Auszeichnungen, Anmerkungen) | Höchstplatzierung, Gesamtwochen, AuszeichnungChartplatzierungen (Jahr, Titel, Musiklabel, Platzierungen, Wochen, Auszeichnungen, Anmerkungen) | Höchstplatzierung, Gesamtwochen, AuszeichnungChartplatzierungen (Jahr, Titel, Musiklabel, Platzierungen, Wochen, Auszeichnungen, Anmerkungen) | Höchstplatzierung, Gesamtwochen, AuszeichnungChartplatzierungen (Jahr, Titel, Musiklabel, Platzierungen, Wochen, Auszeichnungen, Anmerkungen) | Höchstplatzierung, Gesamtwochen, AuszeichnungChartplatzierungen (Jahr, Titel, Musiklabel, Platzierungen, Wochen, Auszeichnungen, Anmerkungen) | Anmerkungen                                             |
| Jahr | Titel Musiklabel                             | DE | AT | CH | UK | US | Anmerkungen                                             |
| ---- | -------------------------------------------- | --- | --- | --- | --- | --- | ------------------------------------------------------- |
| 2004 | Live in Hyde Park Warner Bros. Records (WMG) | DE8 (10 Wo.)DE | AT1 Gold · (14 Wo.)AT | CH1 Gold · (13 Wo.)CH | UK1 Gold · (14 Wo.)UK | — | Erstveröffentlichung: 23. Juli 2004 Verkäufe: + 275.000 |

### Kompilationen
| Jahr | Titel Musiklabel                             | Höchstplatzierung, Gesamtwochen, AuszeichnungChartplatzierungen (Jahr, Titel, Musiklabel, Platzierungen, Wochen, Auszeichnungen, Anmerkungen) | Höchstplatzierung, Gesamtwochen, AuszeichnungChartplatzierungen (Jahr, Titel, Musiklabel, Platzierungen, Wochen, Auszeichnungen, Anmerkungen) | Höchstplatzierung, Gesamtwochen, AuszeichnungChartplatzierungen (Jahr, Titel, Musiklabel, Platzierungen, Wochen, Auszeichnungen, Anmerkungen) | Höchstplatzierung, Gesamtwochen, AuszeichnungChartplatzierungen (Jahr, Titel, Musiklabel, Platzierungen, Wochen, Auszeichnungen, Anmerkungen) | Höchstplatzierung, Gesamtwochen, AuszeichnungChartplatzierungen (Jahr, Titel, Musiklabel, Platzierungen, Wochen, Auszeichnungen, Anmerkungen) | Anmerkungen                                                    |
| Jahr | Titel Musiklabel                             | DE | AT | CH | UK | US | Anmerkungen                                                    |
| ---- | -------------------------------------------- | --- | --- | --- | --- | --- | -------------------------------------------------------------- |
| 1992 | What Hits!? EMI Music (EMI)                  | — | — | CH34 (2 Wo.)CH | UK23 Platin · (14 Wo.)UK | US22 Platin · (30 Wo.)US | Erstveröffentlichung: 24. September 1992 Verkäufe: + 1.480.352 |
| 1994 | The Plasma Shaft Warner Bros. Records (WMG)  | — | — | — | — | — | Erstveröffentlichung: 27. Juni 1994 Verkäufe: + 35.000         |
| 1994 | Out in L.A. EMI Music (EMI)                  | — | — | CH37 (2 Wo.)CH | UK61 (2 Wo.)UK | US82 (2 Wo.)US | Erstveröffentlichung: 1. November 1994                         |
| 1998 | Essential – Under the Covers EMI Music (EMI) | — | — | — | — | — | Erstveröffentlichung: 31. März 1998                            |
| 2003 | Greatest Hits Warner Bros. Records (WMG)     | DE4 ×2Doppelplatin · (29 Wo.)DE | AT2 Gold · (47 Wo.)AT | CH2 ×2Doppelplatin · (23 Wo.)CH | UK4 ×7Siebenfachplatin · (331 Wo.)UK | US18 ×2Doppelplatin · (316 Wo.)US | Erstveröffentlichung: 14. November 2003 Verkäufe: + 6.140.000  |

### EPs
| Jahr | Titel Musiklabel                                              | Höchstplatzierung, Gesamtwochen, AuszeichnungChartplatzierungen (Jahr, Titel, Musiklabel, Platzierungen, Wochen, Auszeichnungen, Anmerkungen) | Höchstplatzierung, Gesamtwochen, AuszeichnungChartplatzierungen (Jahr, Titel, Musiklabel, Platzierungen, Wochen, Auszeichnungen, Anmerkungen) | Höchstplatzierung, Gesamtwochen, AuszeichnungChartplatzierungen (Jahr, Titel, Musiklabel, Platzierungen, Wochen, Auszeichnungen, Anmerkungen) | Höchstplatzierung, Gesamtwochen, AuszeichnungChartplatzierungen (Jahr, Titel, Musiklabel, Platzierungen, Wochen, Auszeichnungen, Anmerkungen) | Höchstplatzierung, Gesamtwochen, AuszeichnungChartplatzierungen (Jahr, Titel, Musiklabel, Platzierungen, Wochen, Auszeichnungen, Anmerkungen) | Anmerkungen                          |
| Jahr | Titel Musiklabel                                              | DE | AT | CH | UK | US | Anmerkungen                          |
| ---- | ------------------------------------------------------------- | --- | --- | --- | --- | --- | ------------------------------------ |
| 1988 | The Abbey Road E.P. Manhattan Records (EMI)                   | — | — | — | — | — | Erstveröffentlichung: Mai 1988       |
| 2012 | Rock & Roll Hall of Fame Covers EP Warner Bros. Records (WMG) | — | — | — | — | US91 (1 Wo.)US | Erstveröffentlichung: 30. April 2012 |

## Singles
| Jahr | Titel Album                                                        | Höchstplatzierung, Gesamtwochen, AuszeichnungChartplatzierungen (Jahr, Titel, Album, Platzierungen, Wochen, Auszeichnungen, Anmerkungen) | Höchstplatzierung, Gesamtwochen, AuszeichnungChartplatzierungen (Jahr, Titel, Album, Platzierungen, Wochen, Auszeichnungen, Anmerkungen) | Höchstplatzierung, Gesamtwochen, AuszeichnungChartplatzierungen (Jahr, Titel, Album, Platzierungen, Wochen, Auszeichnungen, Anmerkungen) | Höchstplatzierung, Gesamtwochen, AuszeichnungChartplatzierungen (Jahr, Titel, Album, Platzierungen, Wochen, Auszeichnungen, Anmerkungen) | Höchstplatzierung, Gesamtwochen, AuszeichnungChartplatzierungen (Jahr, Titel, Album, Platzierungen, Wochen, Auszeichnungen, Anmerkungen) | Anmerkungen                                                   |
| Jahr | Titel Album                                                        | DE | AT | CH | UK | US | Anmerkungen                                                   |
| ---- | ------------------------------------------------------------------ | --- | --- | --- | --- | --- | ------------------------------------------------------------- |
| 1984 | Get Up and Jump The Red Hot Chili Peppers                          | — | — | — | — | — | Erstveröffentlichung: 10. August 1984                         |
| 1985 | Hollywood (Africa) Freaky Styley                                   | — | — | — | — | — | Erstveröffentlichung: Juli 1985                               |
| 1988 | Fight Like a Brave The Uplift Mofo Party Plan                      | — | — | — | — | — | Erstveröffentlichung: Februar 1988                            |
| 1989 | Higher Ground Mother’s Milk                                        | — | — | — | UK54 (6 Wo.)UK | — | Erstveröffentlichung: 8. April 1989 Original: Stevie Wonder   |
| 1989 | Knock Me Down Mother’s Milk                                        | — | — | — | — | — | Erstveröffentlichung: August 1989                             |
| 1990 | Taste the Pain Mother’s Milk                                       | — | — | — | UK29 (3 Wo.)UK | — | Erstveröffentlichung: Juni 1990                               |
| 1991 | Give It Away Blood Sugar Sex Magik                                 | — | — | — | UK9 Gold · (5 Wo.)UK | US73 ×2Doppelplatin · (15 Wo.)US | Erstveröffentlichung: 4. September 1991 Verkäufe: + 2.460.000 |
| 1992 | Under the Bridge Blood Sugar Sex Magik                             | DE11 Gold · (25 Wo.)DE | — | — | UK13 ×3Dreifachplatin · (18 Wo.)UK | US2 ×6Sechsfachplatin · (26 Wo.)US | Erstveröffentlichung: 31. Januar 1992 Verkäufe: + 9.230.000   |
| 1992 | Suck My Kiss Blood Sugar Sex Magik                                 | — | — | — | — | — | Erstveröffentlichung: 3. Mai 1992 Verkäufe: + 505.000         |
| 1992 | Breaking the Girl Blood Sugar Sex Magik                            | — | — | — | UK41 (3 Wo.)UK | US— GoldUS | Erstveröffentlichung: 3. August 1992 Verkäufe: + 500.000      |
| 1992 | Behind the Sun The Uplift Mofo Party Plan • What Hits!?            | — | — | — | — | — | Erstveröffentlichung: 1992                                    |
| 1993 | If You Have to Ask Blood Sugar Sex Magik                           | — | — | — | — | — | Erstveröffentlichung: 14. Juli 1993                           |
| 1993 | Soul to Squeeze Die Coneheads (O.S.T.)                             | — | — | CH32 (4 Wo.)CH | — | US22 (20 Wo.)US | Erstveröffentlichung: 17. August 1993 Verkäufe: + 35.000      |
| 1995 | Warped One Hot Minute                                              | DE47 (3 Wo.)DE | — | CH33 (7 Wo.)CH | UK31 (2 Wo.)UK | — | Erstveröffentlichung: 9. August 1995                          |
| 1995 | My Friends One Hot Minute                                          | DE81 (5 Wo.)DE | — | — | UK29 (3 Wo.)UK | — | Erstveröffentlichung: 19. September 1995                      |
| 1996 | Aeroplane One Hot Minute                                           | — | — | — | UK11 (3 Wo.)UK | — | Erstveröffentlichung: 13. Februar 1996                        |
| 1996 | Shallow be thy Game One Hot Minute                                 | — | — | — | — | — | Erstveröffentlichung: 1996                                    |
| 1996 | Coffee Shop One Hot Minute                                         | — | — | — | — | — | Erstveröffentlichung: 1996                                    |
| 1996 | Love Rollercoaster Beavis and Butthead Do America (O.S.T.)         | — | — | — | UK7 (8 Wo.)UK | — | Erstveröffentlichung: 28. Oktober 1996                        |
| 1999 | Scar Tissue Californication                                        | DE75 (9 Wo.)DE | — | — | UK15 ×2Doppelplatin · (7 Wo.)UK | US9 ×6Sechsfachplatin · (29 Wo.)US | Erstveröffentlichung: 25. Mai 1999 Verkäufe: + 8.040.000      |
| 1999 | Around the World Californication                                   | — | — | — | UK35 Silber · (2 Wo.)UK | US— GoldUS | Erstveröffentlichung: 20. August 1999 Verkäufe: + 700.000     |
| 1999 | Otherside Californication                                          | DE44 (9 Wo.)DE | — | CH65 (7 Wo.)CH | UK33 Platin · (2 Wo.)UK | US14 ×5Fünffachplatin · (22 Wo.)US | Erstveröffentlichung: 8. November 1999 Verkäufe: + 6.455.000  |
| 2000 | Californication                                                    | DE63 (9 Wo.)DE | — | — | UK16 ×3Dreifachplatin · (7 Wo.)UK | US69 ×6Sechsfachplatin · (19 Wo.)US | Erstveröffentlichung: 20. Mai 2000 Verkäufe: + 8.850.000      |
| 2000 | Road Trippin’ Californication                                      | DE89 (4 Wo.)DE | — | CH91 (2 Wo.)CH | UK30 (2 Wo.)UK | US— GoldUS | Erstveröffentlichung: 17. November 2000 Verkäufe: + 500.000   |
| 2002 | By the Way                                                         | DE22 (13 Wo.)DE | AT7 (19 Wo.)AT | CH8 (20 Wo.)CH | UK2 Platin · (10 Wo.)UK | US34 ×2Doppelplatin · (20 Wo.)US | Erstveröffentlichung: 8. Juni 2002 Verkäufe: + 2.850.000      |
| 2002 | The Zephyr Song By the Way                                         | DE65 (3 Wo.)DE | — | CH100 (1 Wo.)CH | UK11 Platin · (10 Wo.)UK | US49 Gold · (14 Wo.)US | Erstveröffentlichung: 8. Oktober 2002 Verkäufe: + 1.130.000   |
| 2003 | Can’t Stop By the Way                                              | DE48 Platin · (13 Wo.)DE | AT65 (6 Wo.)AT | CH39 (11 Wo.)CH | UK22 ×4Vierfachplatin · (6 Wo.)UK | US57 ×3Dreifachplatin · (20 Wo.)US | Erstveröffentlichung: 10. Februar 2003 Verkäufe: + 6.380.000  |
| 2003 | Universally Speaking By the Way                                    | — | — | — | UK27 (4 Wo.)UK | — | Erstveröffentlichung: 15. Juni 2003                           |
| 2003 | Fortune Faded Greatest Hits                                        | DE46 (8 Wo.)DE | AT68 (1 Wo.)AT | CH59 (13 Wo.)CH | UK11 (9 Wo.)UK | — | Erstveröffentlichung: 10. November 2003 Verkäufe: + 35.000    |
| 2006 | Dani California Stadium Arcadium                                   | DE12 (15 Wo.)DE | AT7 (33 Wo.)AT | CH4 (57 Wo.)CH | UK2 ×2Doppelplatin · (25 Wo.)UK | US6 ×5Fünffachplatin · (26 Wo.)US | Erstveröffentlichung: 3. April 2006 Verkäufe: + 7.325.000     |
| 2006 | Tell Me Baby Stadium Arcadium                                      | DE37 (9 Wo.)DE | AT39 (15 Wo.)AT | CH43 (18 Wo.)CH | UK16 Silber · (10 Wo.)UK | US50 Platin · (19 Wo.)US | Erstveröffentlichung: 29. Mai 2006 Verkäufe: + 1.200.000      |
| 2006 | Snow (Hey Oh) Stadium Arcadium                                     | DE5 Gold · (22 Wo.)DE | AT5 (26 Wo.)AT | CH9 (60 Wo.)CH | UK16 ×2Doppelplatin · (15 Wo.)UK | US22 ×4Vierfachplatin · (20 Wo.)US | Erstveröffentlichung: 6. November 2006 Verkäufe: + 5.970.000  |
| 2007 | Desecration Smile Stadium Arcadium                                 | DE67 (6 Wo.)DE | — | — | UK27 (3 Wo.)UK | — | Erstveröffentlichung: 12. Februar 2007                        |
| 2007 | Hump de Bump Stadium Arcadium                                      | DE83 (2 Wo.)DE | — | — | UK41 (3 Wo.)UK | — | Erstveröffentlichung: 7. April 2007                           |
| 2011 | The Adventures of Rain Dance Maggie I’m with You                   | DE20 (18 Wo.)DE | AT20 (16 Wo.)AT | CH26 (12 Wo.)CH | UK44 (5 Wo.)UK | US38 Platin · (17 Wo.)US | Erstveröffentlichung: 15. Juli 2011 Verkäufe: + 1.022.500     |
| 2012 | Brendan’s Death Song I’m with You                                  | — | — | — | — | — | Erstveröffentlichung: 4. Juni 2012                            |
| 2016 | Dark Necessities The Getaway                                       | DE47 Gold · (6 Wo.)DE | AT48 (3 Wo.)AT | CH39 (3 Wo.)CH | UK72 Gold · (2 Wo.)UK | US67 Platin · (2 Wo.)US | Erstveröffentlichung: 5. Mai 2016 Verkäufe: + 1.805.000       |
| 2016 | The Getaway                                                        | — | — | — | — | — | Erstveröffentlichung: 26. Mai 2016                            |
| 2016 | Go Robot The Getaway                                               | — | — | — | — | — | Erstveröffentlichung: 8. September 2016                       |
| 2016 | Sick Love The Getaway                                              | — | — | — | — | — | Erstveröffentlichung: 12. Dezember 2016                       |
| 2017 | Goodbye Angels The Getaway                                         | — | — | — | — | — | Erstveröffentlichung: 4. April 2017                           |
| 2022 | Black Summer Unlimited Love                                        | DE67 (1 Wo.)DE | AT60 (1 Wo.)AT | CH40 (2 Wo.)CH | UK43 (2 Wo.)UK | US78 (1 Wo.)US | Erstveröffentlichung: 4. Februar 2022 Verkäufe: + 100.000     |
| 2022 | Poster Child Unlimited Love                                        | — | — | — | — | — | Erstveröffentlichung: 4. März 2022                            |
| 2022 | Not the One Unlimited Love                                         | — | — | — | — | — | Erstveröffentlichung: 24. März 2022                           |
| 2022 | These Are the Ways Unlimited Love                                  | — | — | — | — | — | Erstveröffentlichung: 1. April 2022                           |
| 2022 | Nerve Flip Unlimited Love (Japanese Edition)                       | — | — | — | — | — | Erstveröffentlichung: 3. Juni 2022                            |
| 2022 | Tippa My Tongue Return of the Dream Canteen                        | — | — | — | — | — | Erstveröffentlichung: 19. August 2022                         |
| 2022 | Eddie Return of the Dream Canteen                                  | — | — | — | — | — | Erstveröffentlichung: 23. September 2022                      |
| 2022 | The Shape I’m Takin’ Return of the Dream Canteen (Special Edition) | — | — | — | — | — | Erstveröffentlichung: 25. November 2022                       |

## Videoalben und Musikvideos

### Videoalben
| Jahr | Titel Musiklabel                                     | Höchstplatzierung, Gesamtwochen, AuszeichnungChartplatzierungen (Jahr, Titel, Musiklabel, Platzierungen, Wochen, Auszeichnungen, Anmerkungen) | Höchstplatzierung, Gesamtwochen, AuszeichnungChartplatzierungen (Jahr, Titel, Musiklabel, Platzierungen, Wochen, Auszeichnungen, Anmerkungen) | Höchstplatzierung, Gesamtwochen, AuszeichnungChartplatzierungen (Jahr, Titel, Musiklabel, Platzierungen, Wochen, Auszeichnungen, Anmerkungen) | Höchstplatzierung, Gesamtwochen, AuszeichnungChartplatzierungen (Jahr, Titel, Musiklabel, Platzierungen, Wochen, Auszeichnungen, Anmerkungen) | Höchstplatzierung, Gesamtwochen, AuszeichnungChartplatzierungen (Jahr, Titel, Musiklabel, Platzierungen, Wochen, Auszeichnungen, Anmerkungen) | Anmerkungen                                                                       |
| Jahr | Titel Musiklabel                                     | DE | AT | CH | UK | US | Anmerkungen                                                                       |
| ---- | ---------------------------------------------------- | --- | --- | --- | --- | --- | --------------------------------------------------------------------------------- |
| 1988 | Red Hot Skate Rock Vision Street Wear                | — | — | — | — | — | Erstveröffentlichung: 1988                                                        |
| 1990 | Positive Mental Octopus EMI Music (EMI)              | — | — | — | — | US9 (… Wo.)US | Erstveröffentlichung: 1990                                                        |
| 1990 | Psychedelic Sexfunk Live from Heaven EMI Music (EMI) | — | — | — | — | US7 (… Wo.)US | Erstveröffentlichung: 1990 Verkäufe: + 50.000                                     |
| 1991 | Funky Monks Warner Bros. Records (WMG)               | — | — | — | UK49 Gold · (1 Wo.)UK | US6 (… Wo.)US | Erstveröffentlichung: 1991 Verkäufe: + 75.000                                     |
| 1992 | What Hits!? EMI Music (EMI)                          | DE*DE | — | CH*CH | UK*UK | US14 (… Wo.)US | Erstveröffentlichung: 24. September 1992 * siehe Kompilation                      |
| 2001 | Off the Map Warner Bros. Records (WMG)               | — | — | — | UK3 Gold · (70 Wo.)UK | US28 (… Wo.)US | Erstveröffentlichung: 4. Dezember 2001 Verkäufe: + 130.000                        |
| 2003 | Greatest Videos Warner Bros. Records (WMG)           | DE*DE | AT6 (4 Wo.)AT | CH*CH | UK4 Gold · (20 Wo.)UK | US9 (… Wo.)US | Erstveröffentlichung: 17. November 2003 Verkäufe: + 48.000; * siehe Greatest Hits |
| 2003 | Live at Slane Castle Warner Bros. Records (WMG)      | — | AT5 (10 Wo.)AT | — | UK2 ×2Doppelplatin · (67 Wo.)UK | US22 (… Wo.)US | Erstveröffentlichung: 17. November 2003 Verkäufe: + 358.000                       |

### Musikvideos
| Jahr | Titel                               | Regie                                              |
| ---- | ----------------------------------- | -------------------------------------------------- |
| 1984 | True Men Don’t Kill Coyotes         | Graeme Whifler                                     |
| 1985 | Jungle Man                          | Lindy Goetz                                        |
| 1985 | Catholic School Girls Rule          | Dick Rude                                          |
| 1987 | Fight Like a Brave                  | Dick Rude                                          |
| 1989 | Good Time Boys                      |                                                    |
| 1989 | Higher Ground                       | Drew Carolan, Bill Stobaugh                        |
| 1989 | Knock Me Down                       | Drew Carolan                                       |
| 1990 | Taste the Pain                      | Tom Stern, Alex Winter                             |
| 1990 | Show Me Your Soul                   | Bill Stobaugh                                      |
| 1991 | Give It Away                        | Stéphane Sednaoui                                  |
| 1992 | Under the Bridge                    | Gus Van Sant                                       |
| 1992 | Suck My Kiss                        | Gavin Bowden                                       |
| 1992 | Breaking the Girl                   | Stéphane Sednaoui                                  |
| 1992 | Behind the Sun                      | Charlie Paul                                       |
| 1993 | If You Have to Ask                  |                                                    |
| 1993 | Soul to Squeeze                     | Kevin Kerslake                                     |
| 1995 | Warped                              | Gavin Bowden                                       |
| 1995 | My Friends                          | Anton Corbijn (Version 1) Gavin Bowden (Version 2) |
| 1996 | Aeroplane                           | Gavin Bowden                                       |
| 1996 | Coffee Shop                         | Gavin Bowden                                       |
| 1996 | Love Rollercoaster                  | Kevin Lofton                                       |
| 1999 | Scar Tissue                         | Stéphane Sednaoui                                  |
| 1999 | Around the World                    | Stéphane Sednaoui                                  |
| 2000 | Otherside                           | Jonathan Dayton, Valerie Faris, Bobby Leigh        |
| 2000 | Californication                     | Jonathan Dayton, Valerie Faris, Bobby Leigh        |
| 2000 | Road Trippin’                       | Jonathan Dayton, Valerie Faris                     |
| 2002 | By the Way                          | Jonathan Dayton, Valerie Faris                     |
| 2002 | The Zephyr Song                     | Jonathan Dayton, Valerie Faris                     |
| 2003 | Can’t Stop                          | Mark Romanek                                       |
| 2003 | Universally Speaking                | Dick Rude                                          |
| 2003 | Fortune Faded                       | Laurent Briet                                      |
| 2006 | Dani California                     | Tony Kaye                                          |
| 2006 | Tell Me Baby                        | Jonathan Dayton, Valerie Faris                     |
| 2006 | Snow (Hey Oh)                       | Nick Wickham                                       |
| 2007 | Charlie                             | Omri Cohen                                         |
| 2007 | Desecration Smile                   | Gus Van Sant (2 Versionen)                         |
| 2007 | Hump de Bump                        | Chris Rock                                         |
| 2011 | The Adventures of Rain Dance Maggie | Marc Klasfeld                                      |
| 2011 | Monarchy of Roses                   | Marc Klasfeld                                      |
| 2012 | Look Around                         | Robert Hales                                       |
| 2012 | Brendan’s Death Song                | Marc Klasfeld                                      |
| 2016 | Dark Necessities                    | Olivia Wilde                                       |
| 2016 | Go Robot                            | Thoranna Sigurdardottir                            |
| 2016 | Sick Love                           | Beth Jeans Houghton                                |
| 2017 | Goodbye Angels                      | Thoranna Sigurdardottir                            |
| 2022 | Black Summer                        | Deborah Chow                                       |
| 2022 | Poster Child                        | Julien Calemard, Thami Nabil                       |
| 2022 | These Are the Ways                  | Malia James                                        |
| 2022 | Tippa My Tongue                     | Malia James                                        |
| 2022 | The Drummer                         | Phillip Lopez                                      |

## Boxsets
| Jahr | Titel Musiklabel                                                                                   | Anmerkungen                             |
| ---- | -------------------------------------------------------------------------------------------------- | --------------------------------------- |
| 2013 | I’m with You Sessions auch bekannt als: I’m with You Singles Collection Warner Bros. Records (WMG) | Erstveröffentlichung: 29. November 2013 |

## Promoveröffentlichungen

### I’m with You Sessions
Die I’m with You Sessions sind eine Serie von neun Singles mit 17 Songs, die es nicht auf das Album I’m with You geschafft hatten. Sie wurden sowohl digital wie auch als 7″-Single von August 2012 bis Juli 2013 veröffentlicht. Sämtliche Songs sind auch auf dem Vinyl-Doppelalbum I’m Beside You erhältlich.
| Jahr | Titel Album                                                    | Anmerkungen                              |
| ---- | -------------------------------------------------------------- | ---------------------------------------- |
| 2012 | Strange Man / Long Progression I’m with You Sessions           | Erstveröffentlichung: 10. August 2012    |
| 2012 | Magpies on Fire / Victorian Machinery I’m with You Sessions    | Erstveröffentlichung: 7. September 2012  |
| 2012 | Never Is a Long Time / Love of Your Life I’m with You Sessions | Erstveröffentlichung: 28. September 2012 |
| 2012 | The Sunset Sleeps / Hometown Gypsy I’m with You Sessions       | Erstveröffentlichung: 26. Oktober 2012   |
| 2013 | Pink as Floyd / Your Eyes Girl I’m with You Sessions           | Erstveröffentlichung: 4. Januar 2013     |
| 2013 | In Love Dying I’m with You Sessions                            | Erstveröffentlichung: 1. Februar 2013    |
| 2013 | Catch My Death / How It Ends I’m with You Sessions             | Erstveröffentlichung: 23. Juli 2013      |
| 2013 | This Is the Kitt / Brave from Afar I’m with You Sessions       | Erstveröffentlichung: 23. Juli 2013      |
| 2013 | Hanalei / Open/Close I’m with You Sessions                     | Erstveröffentlichung: 23. Juli 2013      |

### Promo-Singles
| Jahr | Titel Album                                              | Anmerkungen                                     |
| ---- | -------------------------------------------------------- | ----------------------------------------------- |
| 1985 | Jungle Man Freaky Styley                                 | Erstveröffentlichung: 1985                      |
| 1987 | Me and My Friends The Uplift Mofo Party Plan             | Erstveröffentlichung: 1987                      |
| 1989 | For the Thrashers Mother’s Milk                          | Erstveröffentlichung: 1989                      |
| 1990 | Show Me Your Soul Pretty Woman (O.S.T.)                  | Erstveröffentlichung: 14. Februar 1990          |
| 1994 | Deck the Halls Out in L.A.                               | Erstveröffentlichung: 1994                      |
| 2003 | Dosed By the Way                                         | Erstveröffentlichung: 2003                      |
| 2003 | Save the Population Greatest Hits                        | Erstveröffentlichung: 2003                      |
| 2011 | Havana Affair We’re a Happy Family: A Tribute to Ramones | Erstveröffentlichung: 16. April 2011 RSD-Single |
| 2011 | Monarchy of Roses I’m with You                           | Erstveröffentlichung: 3. Oktober 2011           |
| 2012 | Did I Let You Know I’m with You                          | Erstveröffentlichung: Januar 2012               |
| 2012 | Look Around I’m with You                                 | Erstveröffentlichung: 30. Januar 2012           |

## Sonderveröffentlichungen

### Alben
| Jahr | Titel Musiklabel                         | Anmerkungen                                                                |
| ---- | ---------------------------------------- | -------------------------------------------------------------------------- |
| 2012 | 2011 Live EP Eigenvertrieb               | Erstveröffentlichung: 29. März 2012 kostenloser Download auf Band-Homepage |
| 2014 | 2012–13 Live EP Eigenvertrieb            | Erstveröffentlichung: 1. Juli 2014 kostenloser Download auf Band-Homepage  |
| 2016 | Live in Paris Warner Bros. Records (WMG) | Erstveröffentlichung: 1. Juli 2016 Vertrieb nur über Deezer                |

| Jahr | Titel Musiklabel                      | Anmerkungen                                                                |
| ---- | ------------------------------------- | -------------------------------------------------------------------------- |
| 2015 | Cardiff, Wales: 6/23/04 Eigenvertrieb | Erstveröffentlichung: 17. März 2015 kostenloser Download auf Band-Homepage |

### Lieder
| Jahr | Titel Album                                               | Anmerkungen                                                                                          |
| ---- | --------------------------------------------------------- | --- |
| 2003 | Heart of Gold Unearthed                                   | Erstveröffentlichung: 25. November 2003 Johnny Cash feat. Red Hot Chili Peppers Original: Neil Young |
| 2008 | Pledging My Love George Clinton and His Gangsters of Love | Erstveröffentlichung: 16. September 2008 George Clinton feat. Red Hot Chili Peppers                  |

| Jahr | Titel Album                                                                            | Anmerkungen                                                              |
| ---- | -------------------------------------------------------------------------------------- | ------------------------------------------------------------------------ |
| 1990 | Subway to Venus (Live) CMJ Entertainment Presents New Music Awards                     | Erstveröffentlichung: 1990                                               |
| 1993 | Search and Destroy The Beavis and Butt-Head Experience                                 | Erstveröffentlichung: 23. November 1993 Original: Iggy Pop & The Stooges |
| 1994 | Blood Sugar Sex Magik (Live) Woodstock 94                                              | Erstveröffentlichung: 8. November 1994                                   |
| 1995 | I Found Out Working Class Hero: A Tribute to John Lennon                               | Erstveröffentlichung: 10. Oktober 1995 Original: John Lennon             |
| 1999 | Fire (Live) Woodstock 99                                                               | Erstveröffentlichung: 19. Oktober 1999                                   |
| 2003 | Havana Affair We’re a Happy Family: A Tribute to Ramones                               | Erstveröffentlichung: 11. Februar 2003 Original: Ramones                 |
| 2006 | Californication Coachella                                                              | Erstveröffentlichung: 18. April 2006                                     |
| 2006 | I Get Around A Musicares: A Tribute to Brian Wilson                                    | Erstveröffentlichung: 22. August 2006                                    |
| 2008 | I Just Wanna Have Something to Do (Live) Too Tough to Die (A Tribute to Johnny Ramone) | Erstveröffentlichung: 12. März 2008 Original: Ramones                    |
| 2008 | I Wanna Be Sedated (Live) Too Tough to Die (A Tribute to Johnny Ramone)                | Erstveröffentlichung: 12. März 2008 Original: Ramones                    |
| 2008 | It’s a Long Way Back (Live) Too Tough to Die (A Tribute to Johnny Ramone)              | Erstveröffentlichung: 12. März 2008 Original: Ramones                    |
| 2008 | She’s the One (Live) Too Tough to Die (A Tribute to Johnny Ramone)                     | Erstveröffentlichung: 12. März 2008 Original: Ramones                    |

| Jahr | Titel Soundtrack                                            | Anmerkungen                            |
| ---- | ----------------------------------------------------------- | -------------------------------------- |
| 1989 | Taste the Pain Teen Lover                                   | Erstveröffentlichung: 1989             |
| 1990 | Show Me Your Soul Pretty Woman                              | Erstveröffentlichung: 1990             |
| 1992 | Sikamikanico Wayne’s World                                  | Erstveröffentlichung: 18. Februar 1992 |
| 1993 | Soul to Squeeze Die Coneheads                               | Erstveröffentlichung: 20. Juli 1993    |
| 1995 | Higher Ground Power Rangers – Der Film                      | Erstveröffentlichung: 1995             |
| 1996 | Melancholy Mechanics Twister                                | Erstveröffentlichung: 7. Mai 1996      |
| 1996 | Love Rollercoaster Beavis und Butt-Head machen’s in Amerika | Erstveröffentlichung: 5. November 1996 |
| 1999 | Higher Ground You Are Dead                                  | Erstveröffentlichung: 1. Oktober 1999  |
| 2000 | Higher Ground Center Stage                                  | Erstveröffentlichung: 18. April 2000   |

### Videoalben
| Jahr | Titel Musiklabel                                                    | Anmerkungen                                                                               |
| ---- | ------------------------------------------------------------------- | ----------------------------------------------------------------------------------------- |
| 2006 | Stadium Arcadium (Limited-Edition) Warner Bros. Records (WMG)       | Erstveröffentlichung: 5. Mai 2006 CD + DVD; Verkäufe werden Stadium Arcadium hinzuaddiert |
| 2006 | iTunes Originals – Red Hot Chili Peppers Warner Bros. Records (WMG) | Erstveröffentlichung: 12. September 2006 Vertrieb nur über iTunes                         |

## Statistik

### Chartauswertung
|                     | DE     | AT     | CH     | UK     | US     |
| ------------------- | ------ | ------ | ------ | ------ | ------ |
| Nummer-eins-Alben   | DE5DE  | AT6AT  | CH7CH  | UK5UK  | US2US  |
| Top-10-Alben        | DE10DE | AT10AT | CH11CH | UK10UK | US9US  |
| Alben in den Charts | DE11DE | AT11AT | CH13CH | UK13UK | US15US |

|                       | DE     | AT    | CH     | UK     | US     |
| --------------------- | ------ | ----- | ------ | ------ | ------ |
| Nummer-eins-Singles   | DE—DE  | AT—AT | CH—CH  | UK—UK  | US—US  |
| Top-10-Singles        | DE1DE  | AT3AT | CH3CH  | UK4UK  | US3US  |
| Singles in den Charts | DE19DE | AT9AT | CH14CH | UK28UK | US15US |

|                          | DE    | AT    | CH    | UK    | US    |
| ------------------------ | ----- | ----- | ----- | ----- | ----- |
| Nummer-eins-Videoalben   | DE—DE | AT—AT | CH—CH | UK—UK | US—US |
| Top-10-Videoalben        | DE—DE | AT2AT | CH—CH | UK3UK | US4US |
| Videoalben in den Charts | DE—DE | AT2AT | CH—CH | UK4UK | US7US |

### Auszeichnungen für Musikverkäufe
Das Lied Parallel Universe wurde weder als Single veröffentlicht, noch konnte es sich in den Charts platzieren, dennoch erhielt es Schallplattenauszeichnungen für über 500.000 verkaufte Einheiten.
| Land/RegionAuszeichnungen für Musikverkäufe (Land/Region, Auszeichnungen, Verkäufe, Quellen) | Silber     | Gold         | Platin         | Verkäufe     | Quellen |
| -------------------------------------------------------------------------------------------- | ---------- | ------------ | -------------- | ------------ | --- |
| Argentinien (CAPIF)                                                                          | —          | 3× Gold3     | 9× Platin9     | 501.000      | capif.org.ar (Memento vom 6. Juli 2011 im Internet Archive) AR2 (Memento vom 31. Mai 2011 im Internet Archive) |
| Australien (ARIA)                                                                            | —          | 6× Gold6     | 42× Platin42   | 2.745.000    | aria.com.au |
| Belgien (BRMA)                                                                               | —          | 4× Gold4     | 3× Platin3     | 230.000      | ultratop.be |
| Brasilien (PMB)                                                                              | —          | 3× Gold3     | 6× Platin6     | 975.000      | pro-musicabr.org.br BR2                                                                                        |
| Chile (IFPI)                                                                                 | —          | —            | Platin1        | 25.000       | Einzelnachweise                                                                                                |
| Dänemark (IFPI)                                                                              | —          | 5× Gold5     | 20× Platin20   | 990.000      | ifpi.dk |
| Deutschland (BVMI)                                                                           | —          | 6× Gold6     | 11× Platin11   | 4.500.000    | musikindustrie.de                                                                                              |
| Europa (IFPI)                                                                                | —          | Gold1        | 13× Platin13   | (13.500.000) | ifpi.org (Memento vom 1. Januar 2014 im Internet Archive)                                                      |
| Finnland (IFPI)                                                                              | —          | 5× Gold5     | 2× Platin2     | 187.226      | ifpi.fi |
| Frankreich (SNEP)                                                                            | —          | 5× Gold5     | 7× Platin7     | 1.670.000    | infodisc.fr snepmusique.com                                                                                    |
| Griechenland (IFPI)                                                                          | —          | —            | 5× Platin5     | 106.000      | Einzelnachweise                                                                                                |
| Indonesien (ASIRI)                                                                           | —          | —            | 3× Platin3     | 150.000      | Einzelnachweise                                                                                                |
| Irland (IRMA)                                                                                | —          | Gold1        | 4× Platin4     | 67.500       | irishcharts.ie                                                                                                 |
| Israel (IFPI)                                                                                | —          | Gold1        | —              | 20.000       | Einzelnachweise                                                                                                |
| Italien (FIMI)                                                                               | —          | 4× Gold4     | 23× Platin23   | 1.780.000    | fimi.it |
| Japan (RIAJ)                                                                                 | —          | 4× Gold4     | 10× Platin10   | 2.724.182    | riaj.or.jp JP2                                                                                                 |
| Kanada (MC)                                                                                  | —          | 5× Gold5     | 40× Platin40   | 3.730.000    | musiccanada.com                                                                                                |
| Kroatien (HDU)                                                                               | —          | 2× Gold2     | —              | 15.000       | hgu.hr |
| Mexiko (AMPROFON)                                                                            | —          | —            | Platin1        | 100.000      | amprofon.com.mx                                                                                                |
| Neuseeland (RMNZ)                                                                            | —          | 2× Gold2     | 73× Platin73   | 1.687.500    | aotearoamusiccharts.co.nz NZ2 NZ3                                                                              |
| Niederlande (NVPI)                                                                           | —          | 5× Gold5     | 5× Platin5     | 565.000      | nvpi.nl |
| Norwegen (IFPI)                                                                              | —          | —            | 2× Platin2     | 149.000      | ifpi.no (Memento vom 5. November 2012 im Internet Archive)                                                     |
| Österreich (IFPI)                                                                            | —          | 6× Gold6     | 4× Platin4     | 267.500      | ifpi.at |
| Philippinen (PARI)                                                                           | —          | —            | Platin1        | 40.000       | Einzelnachweise                                                                                                |
| Polen (ZPAV)                                                                                 | —          | 2× Gold2     | 5× Platin5     | 245.000      | olis.pl |
| Portugal (AFP)                                                                               | —          | 2× Gold2     | 10× Platin10   | 215.000      | Einzelnachweise                                                                                                |
| Russland (NFPF)                                                                              | —          | Gold1        | —              | 10.000       | 2m-online.ru (Memento vom 15. Februar 2009 im Internet Archive)                                                |
| Schweden (IFPI)                                                                              | —          | 3× Gold3     | 4× Platin4     | 390.000      | sverigetopplistan.se                                                                                           |
| Schweiz (IFPI)                                                                               | —          | 3× Gold3     | 9× Platin9     | 405.000      | hitparade.ch                                                                                                   |
| Singapur (RIAS)                                                                              | —          | Gold1        | —              | 7.500        | Einzelnachweise                                                                                                |
| Spanien (Promusicae)                                                                         | —          | 7× Gold7     | 12× Platin12   | 1.080.000    | elportaldemusica.es ES2                                                                                        |
| Tschechien (IFPI)                                                                            | —          | Gold1        | —              | 25.000       | Einzelnachweise                                                                                                |
| Thailand (TECA)                                                                              | —          | Gold1        | —              | 25.000       | Einzelnachweise                                                                                                |
| Ungarn (MAHASZ)                                                                              | —          | 2× Gold2     | Platin1        | 32.000       | slagerlistak.hu                                                                                                |
| Uruguay (CUD)                                                                                | —          | —            | Platin1        | 6.000        | Einzelnachweise                                                                                                |
| Vereinigte Staaten (RIAA)                                                                    | —          | 13× Gold13   | 70× Platin70   | 73.921.500   | riaa.com |
| Vereinigtes Königreich (BPI)                                                                 | 5× Silber5 | 9× Gold9     | 47× Platin47   | 21.255.000   | bpi.co.uk |
| Insgesamt                                                                                    | 5× Silber5 | 113× Gold113 | 444× Platin444 |              | |